# Radioconus goeldi
Radioconus goeldi é uma espécie de gastrópode  da família Charopidae.
É endémica do Brasil.